# Andrés Chadwick

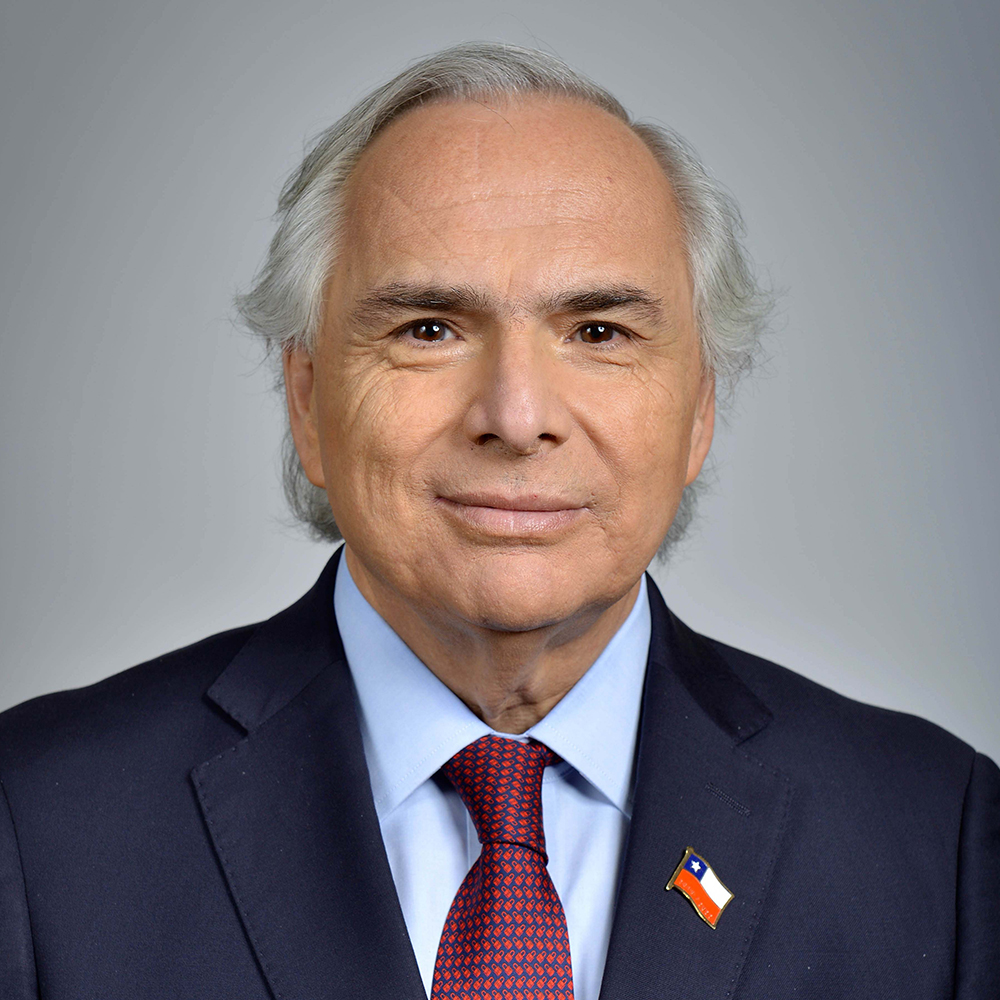
Andrés Chadwick (2018)

Andrés Pío Bernardino Chadwick Piñera (* 2. Januar 1956 in Santiago) ist ein konservativer chilenischer Politiker der Unión Demócrata Independiente und war Innenminister des Landes. Er darf als Hauptverantwortlicher für die Menschenrechtsverletzungen des chilenischen Militärs und der Sicherheitskräfte bei den Unruhen im Oktober 2019 aufgrund einer Verurteilung durch den chilenischen Senat im Dezember 2019 fünf Jahre lang kein öffentliches Amt mehr ausüben.

## Leben
Chadwick gehörte bereits dem ersten Kabinett von Präsident Sebastián Piñera als Innenminister zwischen November 2012 und März 2014. Als Piñera Ende 2017 wiedergewählt wurde und das Amt erneut im März 2018 antrat, wurde auch Chadwick ein zweites Mal zum Innenminister Chiles bestellt.
Chadwick war ein Unterstützer der Diktatur unter Augusto Pinochet. Er gibt an, dass sich seine Ansichten über die Zeit Pinochets geändert haben. Sein Studium der Rechtswissenschaft schloss er 1979 an der Päpstlichen Katholischen Universität von Chile ab. Zwischen 1990 und 1998 gehörte er der Abgeordnetenkammer Chiles an. Danach vertrat er die Región del Libertador General Bernardo O’Higgins im chilenischen Senat.
Während der Proteste in Chile 2019 sprach Chadwick häufig zu den Medien über den Verlauf der Ausschreitungen. Er war für den Einsatz der Sicherheitskräfte und des Militärs während des Ausnahmezustands verantwortlich und plante zuletzt, auch die Reservisten in die Kasernen einzuberufen, um sie gegen Demonstranten einzusetzen. Daraufhin konnte Piñera ihn nicht mehr halten, und am 28. Oktober 2019 musste er sein Amt im Zuge der von Präsident Piñera zur Beruhigung der Lage vorgenommenen Kabinettsumbildung an Gonzalo Blumel abgeben. Anschließend erhob das chilenische Parlament Verfassungsklage gegen Chadwick und zog ihn für die Übergriffe der Sicherheitskräfte bei der Bekämpfung der Unruhen zur Rechenschaft. Chadwick wurde wegen Menschenrechtsverletzungen zwischen dem 18. und 28. Oktober 2019 schuldig gesprochen und mit einem fünfjährigen Verbot der Ausübung öffentlicher Ämter bis einschließlich 2024 belegt.

## Privates
Andrés Chadwick ist ein Neffe des römisch-katholischen Erzbischofs Bernardino Piñera Carvallo (1915–2020) und Cousin des früheren Staatspräsidenten Sebastián Piñera (1949–2024).